# Pelotillehue
Pelotillehue est une ville imaginaire, inventée par le dessinateur chilien Pepo dans le cadre des aventures de son personnage Condorito. C'est la ville où vivent Condorito et la majorité des personnages de cette série comique.

## Description
La ville ressemble parfois à une petite ville de province, et d'autres fois à une grande métropole. Elle est située entre les villes (également imaginaires) de Cumpeo et Buenas Peras (qui est la ville rivale de Pelotillehue).
Ses commerces et lieux les plus fréquemment présentés dans les histoires de Condorito sont :
- Café El Insomnio (Café L'insomnie)
- Restaurante El Pollo Farsante
- Hotel 2 se van, 3 llegan (Hôtel 2 s'en vont, 3 arrivent)
- Funeraria Muérase hoy y pague mañana (Pompes funèbres Mourez aujourd'hui et payez demain)
- Almacén El sin Envidia (Magasin Le Sans Envie)
- Farmacia La sin Remedio (Pharmacie La Sans Remède)
- Seguros La viuda alegre (Assurances La Veuve joyeuse)
- Bar El Tufo (Bar "La mauvaise haleine")
- Financiera La Juan Segura
- Circo Los Diuques Voladores (Cirque "Les Diuques volants", en référence à los Duques de Hazzard=Sheriff fais moi peur)
- Banco de Pelotillehue (Banque)
- Panaderia Peter Pan (Boulangerie Peter Pan). À noter que Pan est le mot espagnol pour pain.
- Estudios de Cine Jorivu (Studios de Cinéma Jorivu). Jorivu correspond à Hollywood prononcé avec un fort accent chilien.

Les journaux officiels de Pelotillehue sont El Hocicón, (dont le slogan est Diario pobre pero honrado : Journal pauvre mais honnête), et  El cholguán (avec le slogan Un tabloide firme y veraz).
La création de Pelotillehue est basée sur la description des caractéristiques communes aux villages semi-ruraux du centre et du sud du Chili. Peu à peu, le village de Pelotillehue a évolué selon les besoins du scénario de la série comique. Pour imaginer Pelotillehue et Buenas Peras, Pepo se serait basé sur les villes de Linares et Yerbas Buenas.

## Étymologie
Peloti vient de Pelotas (balles, ou ballon, en français) et de LLehue, un mot indigène de langue mapudungun qui désigne un endroit. La traduction est donc L'endroit des balles ou L'endroit des ballons (éventuellement La ville des amateurs de football).
Pelotillehue est aussi un ancien jeu de mots pour désigner quelqu'un qui est nu : Andaba en pelotillehue.

## Sources
- (es) Cet article est partiellement ou en totalité issu de l’article de Wikipédia en espagnol intitulé « Pelotillehue » (voir la liste des auteurs).